# Pierre de Gourcy
Le comte Pierre de Gourcy (né en 1705 ou 1706 à Nancy et mort entre le 19 et le 21 décembre 1795 à Vienne) est un général de cavalerie du Saint-Empire romain germanique.

## Vie
Von Gourcy est issu du duché de Lorraine, d'une famille comtale.
Il est entré en 1722 dans l'armée impériale et était dans les années 1730 porte-drapeau dans le régiment de Savoie-dragons. Il fit ses preuves durant la guerre turque et a été, en 1739, promu au grade de capitaine de cavalerie, à la suite de sa blessure au combat de Grocka.
En 1741, devenant capitaine, il prit part dans les années 1744 et 1745 à la Guerre contre la Prusse, il devient en décembre 1745 major et, en 1746, lieutenant-colonel dans le régiment d'Ansbach-Cuirassiers. Finalement promu en 1753 colonel. Il participa à la Guerre de Sept Ans participant notamment à la bataille de Lobositz. Il participe aussi aux batailles de Prague, Wroclaw et Leuthen. En 1758, le 1er janvier, il fut élevé au grade de major-général. Enfin, en 1760, il devient « Feldmarschall-Leutnant », grade assimilable à celui de lieutenant-général, quasi général de corps d'armée.
D'après l'historien von Priesdorff, Pierre de Gourcy entre, sur la recommandation du prince Eugène de Wurtemberg, en 1767, comme le général de division pour des missions particulières du roi Frédéric II de Prusse.
D'après von Wurzbach, le comte de Gourcy, retournera au service des Autrichiens. Il meurt à Vienne à l'âge de 90 ans, en 1795, après près de 70 ans de service dans les armées impériales. Il confirma ainsi les fortes traditions militaires de sa famille.